# Qal'at al-Mudiq
Qal'at al-Mudiq (arabisch قلعة المضيق, DMG Qalʿat al-Muḍīq) ist eine Zitadelle in Syrien, die von den Seleukiden befestigt und von den Kreuzfahrern ausgebaut wurde. Die Zitadelle wurde mehrfach umgebaut und ist heute – ähnlich wie die Zitadelle von Tartus – bewohnt.

## Geschichte
Die Erhebung der späteren Zitadelle Qal'at al-Mudiq wurde bereits sehr früh besiedelt – an den Südosthängen der Akropolis wurden Siedlungsspuren aus dem vierten Jahrtausend entdeckt; der Ort wird mit der Stadt Nija gleichgesetzt, die zu Beginn des ägyptischen Neuen Reiches von Thutmosis I. und Amenophis II. auf ihren Syrienfeldzügen besucht wurde. Weitere Spuren stammen aus dem zweiten Jahrtausend vor Christus sowie aus dem 9. Jahrhundert. Unter Seleukos I. wurde die nahegelegene Stadt Apamea gegründet und auch der Zitadellenhügel befestigt.
Als wichtiger Stützpunkt im Orontestal war Qal'at al-Mudiq ab dem 10. Jahrhundert stark von Christen und Moslems umkämpft. 975 gelang es den Byzantinern, die Zitadelle zu erobern. Bereits 993 wurde sie von den Fatimiden zurückerobert. 1106 wurde die Zitadelle vom Kreuzritter Tankred erobert. Dabei leisteten vor allem die Munqidhiten aus dem 25 km entfernten Schaizar erbitterten Widerstand. Eine wichtige Quelle hierfür ist der arabische Autor Usama ibn Munqidh, der selbst gegen die Kreuzfahrer kämpfte und seine Erlebnisse in seinem Buch kitab al-i'tibar („Buch der Belehrung durch Beispiele“) niederschrieb. 1149 wurde die Stadt von Nur ad-Din zurückerobert. Heute wird die Zitadelle als Wohnraum genutzt.
Im Syrischen Bürgerkrieg war die Stadt seit 2012 umkämpftes Gebiet. Anfang Mai 2019 gelang es syrischen Regierungstruppen den Ort zu erobern. Wegen der andauernden Kämpfe teilte das Welternährungsprogramm der Vereinten Nationen am 11. Juni 2019 mit, dass man die Versorgung in der Region nicht aufrechterhalten könne.